# Chaouiyeh
Chaouiyeh (arabe : شويا (المتن est un village libanais situé dans le caza du Metn, gouvernorat du Mont-Liban. La population du Metn est presque exclusivement chrétienne.
Le village est situé à 530 mètres d'altitude et couvre une superficie de 68 hectares, ce qui le classe parmi les petites circonscriptions de son caza.
Au début du XXe siècle, Chaouiyeh abritait une filature de soie qui appartenait à l'évêché de Chypre.